# Diaphanosoma excisum
Diaphanosoma excisum is een watervlooiensoort uit de familie van de Sididae. De wetenschappelijke naam van de soort is voor het eerst geldig gepubliceerd in 1885 door G.O. Sars.